# Adrian Wooley
Adrian Wooley (ur. 15 listopada 1982) – kanadyjski zapaśnik w stylu wolnym. Brązowy medal na mistrzostwach panamerykańskich w 1998 roku. W walkach MMA występuje od 2007 roku jako "The Bully". Dziewięć walk wygrał oraz pięć przegrał.